# Alexander Aravena
Alexander Aravena, né le 6 septembre 2002 à Huechuraba au Chili, est un footballeur chilien. Il joue au poste d'ailier gauche au Grêmio Porto Alegre.

## Biographie

### En club
Né à Huechuraba au Chili, Alexander Aravena est formé par l'Universidad Católica. Le 31 décembre 2019, Aravena signe son premier contrat professionnel avec l'Universidad Católica, le liant au club jusqu'en décembre 2022,. C'est avec ce club qu'il débute en professionnel. Il joue son premier match le 4 janvier 2021, face au CD Huachipato. Ce jour-là, il entre en jeu à la place de Clemente Montes et son équipe s'impose par trois buts à zéro.
En janvier 2022, Aravena est prêté par l'Universidad Católica au Deportivo Ñublense. Le 5 mars 2022, Aravena se fait remarquer en réalisant un triplé contre le Deportes La Serena, en championnat. Ses trois buts permettent à son équipe de l'emporter par trois buts à un.

### En sélection
Alexander Aravena représente l'équipe du Chili des moins de 17 ans. Avec cette sélection il participe à la coupe du monde des moins de 17 ans en 2019, alors qu'il est âgé de 15 ans. Lors de cette compétition organisée au Brésil, il joue trois matchs dans cette compétition, tous en tant que titulaire.
Avec les moins de 23 ans, il joue un match face au Pérou le 1er septembre 2022 (victoire 1-0 du Chili),.
Alexander Aravena honore sa première sélection avec l'équipe nationale du Chili le 28 mars 2023, lors d'un match amical contre le Paraguay. Il entre en jeu à la place de Ben Brereton Díaz et son équipe s'impose.
En janvier 2024 il est sélectionné avec l'équipe du Chili Olympique pour participer au Tournoi pré-olympique de la CONMEBOL 2024.

## Statistiques

### En sélection nationale
| Saison                | Sélection             | Phases finales        | Phases finales | Phases finales | Phases finales | Éliminatoires CDM | Éliminatoires CDM | Éliminatoires CDM | Matchs amicaux | Matchs amicaux | Matchs amicaux | Total | Total | Total |
| Saison                | Sélection             | Compétition           | M              | B              | Pd             | M                 | B                 | Pd                | M              | B              | Pd             | M     | B     | Pd    |
| --------------------- | --------------------- | --------------------- | -------------- | -------------- | -------------- | ----------------- | ----------------- | ----------------- | -------------- | -------------- | -------------- | ----- | ----- | ----- |
| 2022-2023             | Chili                 | -                     | -              | -              | -              | -                 | -                 | -                 | 3              | 0              | 0              | 3     | 0     | 0     |
| 2023-2024             | Chili                 | Copa América 2024     | -              | -              | -              | 6                 | 0                 | 1                 | 0              | 0              | 0              | 6     | 0     | 1     |
| 2024-2025             | Chili                 | -                     | -              | -              | -              | 2                 | 0                 | 0                 | -              | -              | -              | 2     | 0     | 0     |
| Total sur la carrière | Total sur la carrière | Total sur la carrière | -              | -              | -              | 8                 | 0                 | 1                 | 3              | 0              | 0              | 11    | 0     | 1     |